# John Kundla
John Albert Kundla Jr. (ur. 3 lipca 1916 w Star Junction, Pensylwania, zm. 23 lipca 2017 w Minneapolis) – amerykański trener koszykówki.

## Życiorys
Kundla grał w koszykówkę w czasie nauki w szkole średniej (Central High School w Minneapolis) oraz na studiach na Uniwersytecie Minnesoty, które ukończył w 1939. W drużynie akademickiej Golden Gophers pełnił funkcję kapitana i trzykrotnie zdobył dla zespołu najwięcej punktów w sezonie. W latach 1939–1942 był asystentem trenera drużyny University of Minnesota oraz uzupełniał wykształcenie w szkole trenerskiej. Prowadził następnie drużynę szkoły De La Salle High School w Minneapolis, a w latach 1944–1945 służył w marynarce wojennej.
Po wojnie pracował ponownie jako asystent trenera reprezentacji University of Minnesota oraz trener na Uniwersytecie Świętego Tomasza w Saint Paul. W 1948 został pierwszym trenerem zawodowej ekipy Minneapolis Lakers (późniejsze Los Angeles Lakers). Poprowadził Lakers do tytułów mistrzowskich NBA w 1950, 1952, 1953 i 1954 oraz mistrzostwa w NBL (National Basketball League, 1948) i BAA (Basketball Association of America, 1949). Był również trenerem zespołów w meczach All-Star. W 1958 oddał na krótko prowadzenie drużyny jednemu ze swoich dotychczasowych podopiecznych George’owi Mikanowi, by ponownie prowadzić Lakers w latach 1958–1959. Łącznie poprowadził zespół do 466 zwycięstw i poniósł 319 porażek (w tym w fazie play-off 70 wygranych i 38 porażek).
Kundla opracował jedną ze skutecznych kombinacji odcięć i bloków, by w pełni wykorzystać potencjał George'a Mikana. Był także inicjatorem koncepcji innowacyjnego, ruchliwego ataku. 
W latach 1959–1968 powrócił do pracy z akademickim zespołem Minnesota Golden Gophers, tym razem jako pierwszy trener. W pierwszej połowie lat 80. prowadził reprezentację narodową Maroka. Był jednym z trzech trenerów, którzy mogli pochwalić się trzema z rzędu tytułami mistrzowskimi NBA (obok Reda Auerbacha i Phila Jacksona). W 1995 Kundla został wpisany do Basketball Hall of Fame, gdzie znalazło się także kilku jego podopiecznych (m.in. George Mikan i Vern Mikkelsen).
Zmarł 23 lipca 2017 w wieku 101 lat.